# 猴硐商圈
猴硐  ，為臺灣新北市瑞芳區的聚落名，範圍以柴寮路為主，是以猴硐車站為主的聚落，位於台鐵宜蘭線上，是東北角與基隆北海岸一饒富人文氣息、景致優美的小山城。最出名的除了礦區，「貓村」是另一特色；但野貓健康狀況不佳，當地野貓實際上僅不缺糧食，但缺乏照顧、飲水和正確的醫療。猴硐是清代以來著名的礦業發展地區，自有其獨特的歷史；猴硐貓村原非其特色，是無心插柳形成的觀光景點。
文化之外，猴硐也擁有許多特殊地質和臺灣特有種類的植物，人稱「活的地理教室」，可發展生態旅遊。

## 猴硐商圈
猴硐商圈，比起九份，如今的猴硐顯得樸實而淳美。目前猴硐只有少部分攤販與店家，未有發展成型的商圈，連商家聚落都很少，商業內需和外需均弱。

## 周邊觀光資源

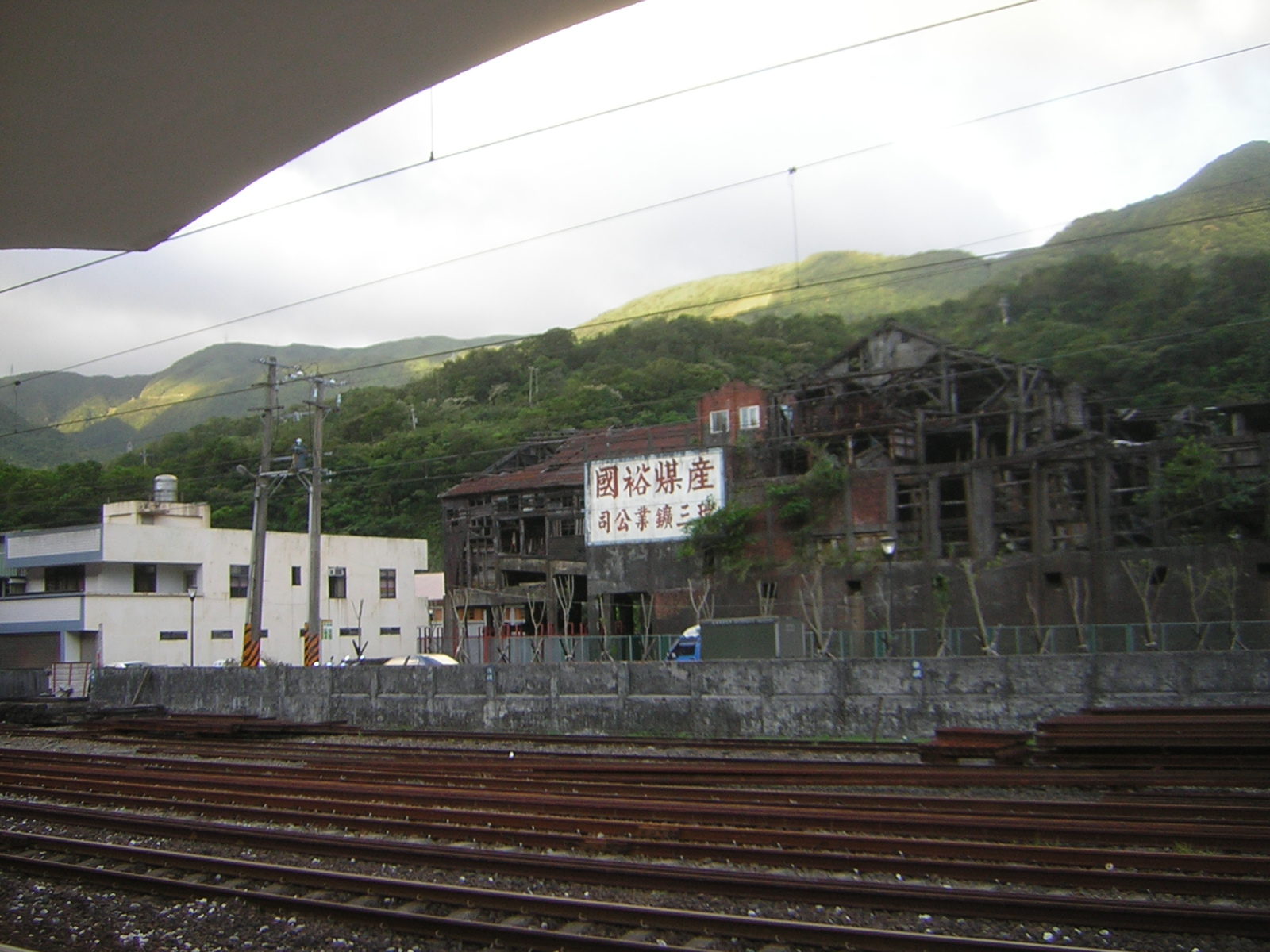
瑞三礦業選煤廠

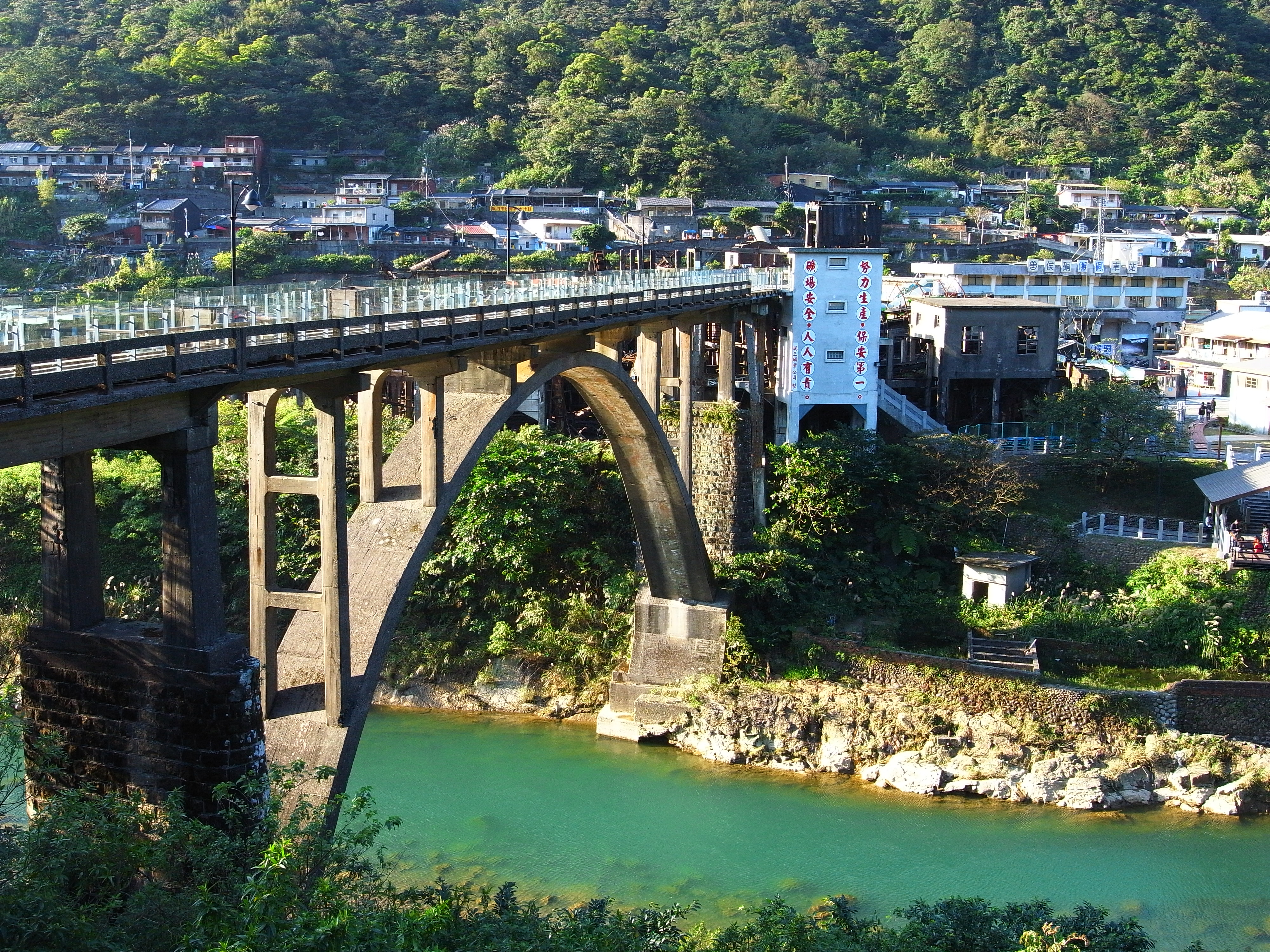
運煤橋

屬瑞芳風景區範圍，在猴硐有下列景點：
1. 運煤橋
2. 瑞三礦業選煤廠
3. 猴硐一百階
4. 日本神社
5. 猴硐車站
6. 老吊橋遺蹟
7. 瑞三本礦口
8. 三貂嶺瀑布
9. 復興礦坑口
10. 猴硐坑
11. 金字碑
12. 金字碑古道
13. 猴硐國小
14. 基隆河員山子分洪道入水口與管理中心
15. 猴硐煤礦生活園區預定地

## 外部連結
- 新北市形象商圈-猴硐商圈